# نرولی

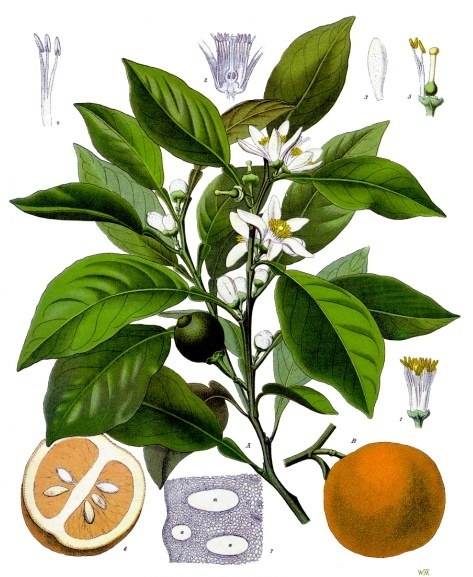
شاخ و برگ، شکوفه‌ها و میوه‌های نارنج

روغن نرولی یک اسانس تولید شده از شکوفه نارنج است. رایحه آن شیرین، عسلی و تا حدی فلزی با وجوهی سبز و تند است. عصاره به میزان زیادی در عطرسازی استفاده می‌شود.

## تولید
شکوفه‌ها، معمولاً با دست، در اواخر آوریل تا اوایل ماه مه جمع می‌شوند. روغن با تقطیر بخار استخراج می‌شود. تونس، مراکش و مصر تولیدکنندگان اصلی نرولی هستند.

## تاریخ
در اواخر قرن هفدهم، آن ماری اورسینی، دوشس براچیانو و شاهزاده خانم نرولا، ایتالیا، با استفاده از آن برای عطر زدن دستکش و حمام خود ، عصاره درخت نارنج را به عنوان یک عطر شیک معرفی کرد. از آن زمان، اصطلاح "neroli" برای توصیف این اسانس استفاده شد. نرولی رایحه ای تند و شاداب و متمایز با نُت‌های شیرین و گلی دارد.

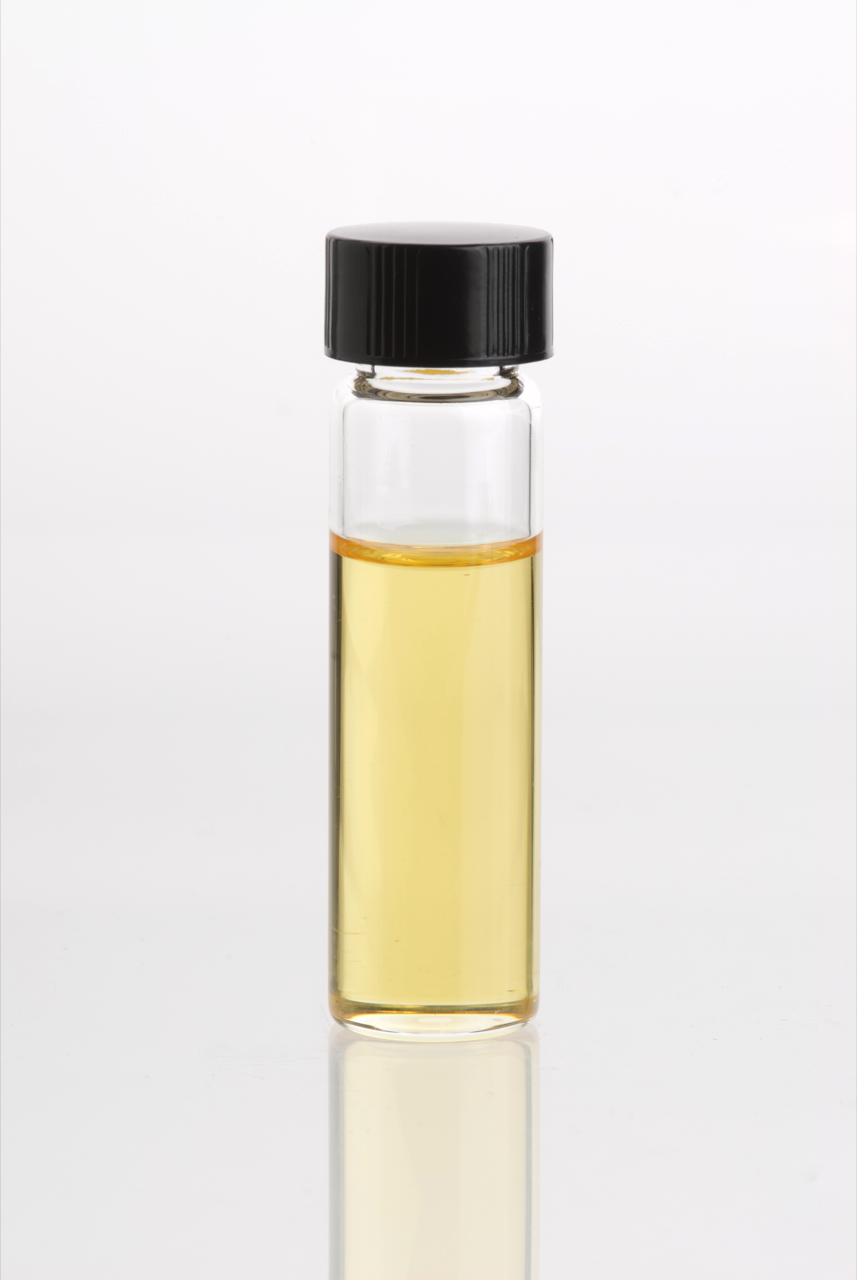
اسانس روغنی نرولی (Citrus aurantium) در یک ویال شیشه ای شفاف

نرولی یکی از پرمصرف‌ترین روغنهای گل در عطر سازی است. مانند بسیاری از مواد اولیه، نرولی می‌تواند ایجاد حساسیت کند به دلیل محتوای زیاد ترپن؛ به عنوان مثال، لینالول، لیمونن، فارنسول، ژرانیول و سیترال.
همچنین در طعم دهنده‌ها کاربرد محدودی دارد. گفته می‌شود روغن نرولی یکی از مواد تشکیل دهنده دستور پنهانی نوشیدنی غیر الکلی کوکاکولا است. این یک ماده طعم دهنده از دستور العمل‌های منبع باز کولا است اگرچه برخی از انواع آن را به دلیل هزینه زیاد، آن را اختیاری می‌دانند.